# Ludzie honoru
Ludzie honoru – amerykański film z 1992 w reżyserii Roba Reinera. Scenariusz na podstawie własnej sztuki napisał Aaron Sorkin. W rolach głównych wystąpili Tom Cruise, Demi Moore, Jack Nicholson, Kevin Bacon, Kiefer Sutherland, Kevin Pollak, J.T. Walsh.

## Fabuła
W amerykańskiej bazie Guantánamo umiera żołnierz brutalnie potraktowany przez swoich kolegów. Sprawa grozi wielkim skandalem, o mord zostaje oskarżonych dwóch żołnierzy: Dawson (Wolfgang Bodison) i Downey (James Marshall). Obrońcy (Cruise i Moore) w trakcie prowadzenia śledztwa wykazują, że w bazie istnieje zjawisko fali (zwanej Code Red), a "w imię honoru" obowiązuje zmowa milczenia. Na straży niepisanego kodeksu honorowego stoją zwierzchnicy (Nicholson – nominacja do Oscara).

## Obsada
- Tom Cruise – por. mar. Daniel Kaffee
- Jack Nicholson – płk Nathan R. Jessep
- Demi Moore – kmdr ppor. JoAnne Galloway
- Kevin Bacon – kmdr Jack Ross
- Kiefer Sutherland – por. Jonathan Kendrick
- Kevin Pollak – kpt. mar. Sam Weinberg
- Wolfgang Bodison – kpr. Harold W. Dawson
- James Marshall – st. szer. Louden Downey
- J.T. Walsh – ppłk. Matthew Andrew Markinson
- Christopher Guest – kmdr por. dr Stone
- J.A. Preston – płk. sędzia Julius Alexander Randolph
- Matt Craven – kpt. mar. Dave Spradling

## Nagrody i nominacje
Oscary za rok 1992
- Najlepszy film – David Brown, Rob Reiner, Andrew Scheinman (nominacja)
- Najlepszy dźwięk – Kevin O’Connell, Rick Kline, Robert Eber (nominacja)
- Najlepszy montaż – Robert Leighton (nominacja)
- Najlepszy aktor drugoplanowy – Jack Nicholson (nominacja)

Złote Globy 1992
- Najlepszy dramat (nominacja)
- Najlepsza reżyseria – Rob Reiner (nominacja)
- Najlepszy scenariusz – Aaron Sorkin (nominacja)
- Najlepszy aktor dramatyczny – Tom Cruise (nominacja)
- Najlepszy aktor drugoplanowy – Jack Nicholson (nominacja)